# Jon DiSalvatore
Jonathan David „Jon“ DiSalvatore (* 30. März 1981 in Bangor, Maine) ist ein ehemaliger US-amerikanischer Eishockeyspieler, der im Verlauf seiner aktiven Karriere zwischen 1999 und 2016 unter anderem annähernd 850 Spiele in der American Hockey League (AHL) auf der Position des rechten Flügelstürmers bestritten hat. Darüber hinaus absolvierte DiSalvatore sechs Partien für die St. Louis Blues sowie Minnesota Wild in der National Hockey League (NHL) und verbrachte zudem eineinhalb Spielzeiten beim EHC Red Bull München in der Deutschen Eishockey Liga (DEL).

## Karriere

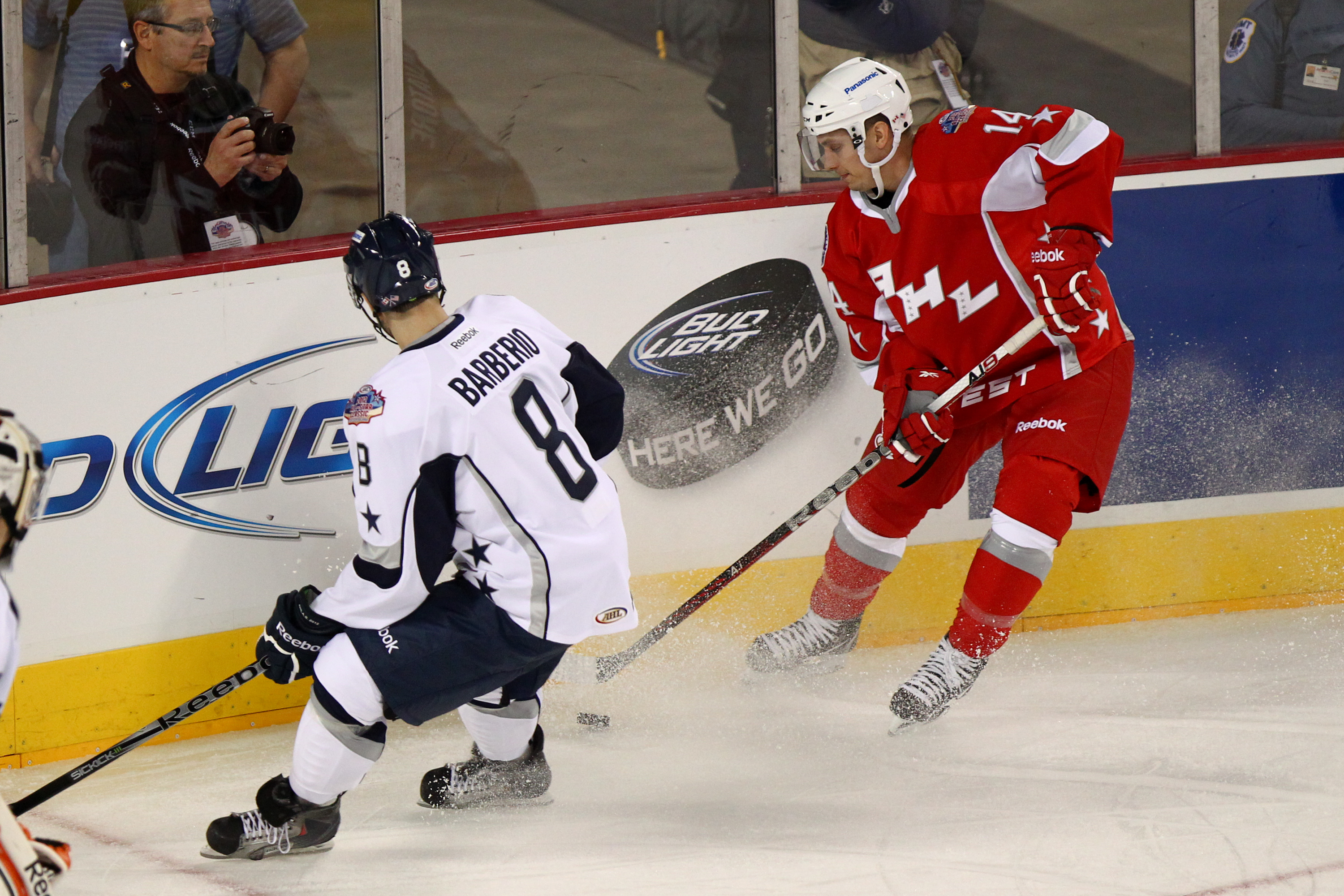
DiSalvatore (rechts) beim AHL All-Star Classic 2012

Jon DiSalvatore begann seine Karriere als Eishockeyspieler am Providence College, das er von 1999 bis 2003 besuchte, während er parallel für dessen Eishockeymannschaft in der National Collegiate Athletic Association (NCAA) spielte. In diesem Zeitraum wurde der Stürmer im NHL Entry Draft 2000 in der vierten Runde als insgesamt 104. Spieler von den San Jose Sharks aus der National Hockey League (NHL) ausgewählt.
Für deren Farmteam Cleveland Barons lief der Flügelspieler in der Saison 2003/04 in der American Hockey League (AHL) auf. Im Juli 2004 erhielt er einen Vertrag als Free Agent bei den St. Louis Blues, für deren AHL-Farmteam Worcester IceCats er in der Saison 2004/05 auf dem Eis stand. Von 2005 bis 2007 spielte er für St. Louis’ neues AHL-Farmteam Peoria Rivermen, wobei er in der Saison 2005/06 zudem in fünf Spielen für die St. Louis Blues in der NHL auflief. Im Sommer 2007 wurde DiSalvatore vom NHL-Team Phoenix Coyotes verpflichtet, spielte während der gesamten Saison 2007/08 jedoch ausschließlich für deren AHL-Farmteam San Antonio Rampage. Ebenso erging es ihm in der folgenden Spielzeit, als er von den New Jersey Devils aus der NHL unter Vertrag genommen worden war, jedoch ausschließlich für deren AHL-Kooperationspartner Lowell Devils auflief. Im Sommer 2009 schloss sich der Angreifer den Minnesota Wild aus der NHL an, für die er in der Saison 2011/12 in einem Spiel aktiv war. Die gesamte restliche Zeit ab 2009 verbrachte er bei deren AHL-Farmteam Houston Aeros, bei denen er von 2010 bis 2012 Mannschaftskapitän war. Im Juli 2012 wurde der US-Amerikaner von den Hershey Bears unter Vertrag genommen.
Im Sommer 2013 wechselte der US-Amerikaner zum EHC Red Bull München aus der Deutschen Eishockey Liga (DEL). Der Vertrag wurde aber schon im Dezember desselben Jahres wieder aufgelöst. Es folgte der Wechsel zu den Syracuse Crunch, wo DiSalvatore fortan erneut in der AHL spielte. Im August 2014 unterschreibt der Offensivspieler wiederum einen Vertrag beim EHC Red Bull München, wo er die gesamte Saison 2014/15 verbrachte und 34 Scorerpunkte in 43 Spielen erzielte. Im Oktober 2015 schloss er sich den Florida Everblades aus der ECHL an und stand im weiteren Saisonverlauf auf Leihbasis auch für die Springfield Falcons in der AHL auf dem Eis. Nach der Spielzeit 2015/16 beendete der 35-Jährige seine aktive Karriere.

### International
Für die USA nahm DiSalvatore an der U20-Junioren-Weltmeisterschaft 2001 teil. In sieben Spielen erzielte er dabei sechs Tore und drei Vorlagen, während die US-Amerikaner den fünften Platz belegten.

## Erfolge und Auszeichnungen
- 2002 Len Ceglarski Award (Hockey East Sportsmanship)
- 2002 Hockey East All-Academic Team
- 2012 Teilnahme am AHL All-Star Classic
- 2012 AHL Second All-Star Team

## Karrierestatistik

### International
Vertrat die USA bei:
- U20-Junioren-Weltmeisterschaft 2001

(Legende zur Spielerstatistik: Sp oder GP = absolvierte Spiele; T oder G = erzielte Tore; V oder A = erzielte Assists; Pkt oder Pts = erzielte Scorerpunkte; SM oder PIM = erhaltene Strafminuten; +/− = Plus/Minus-Bilanz; PP = erzielte Überzahltore; SH = erzielte Unterzahltore; GW = erzielte Siegtore; 1 Play-downs/Relegation; Kursiv: Statistik nicht vollständig)